# Internationella byrån för mått och vikt

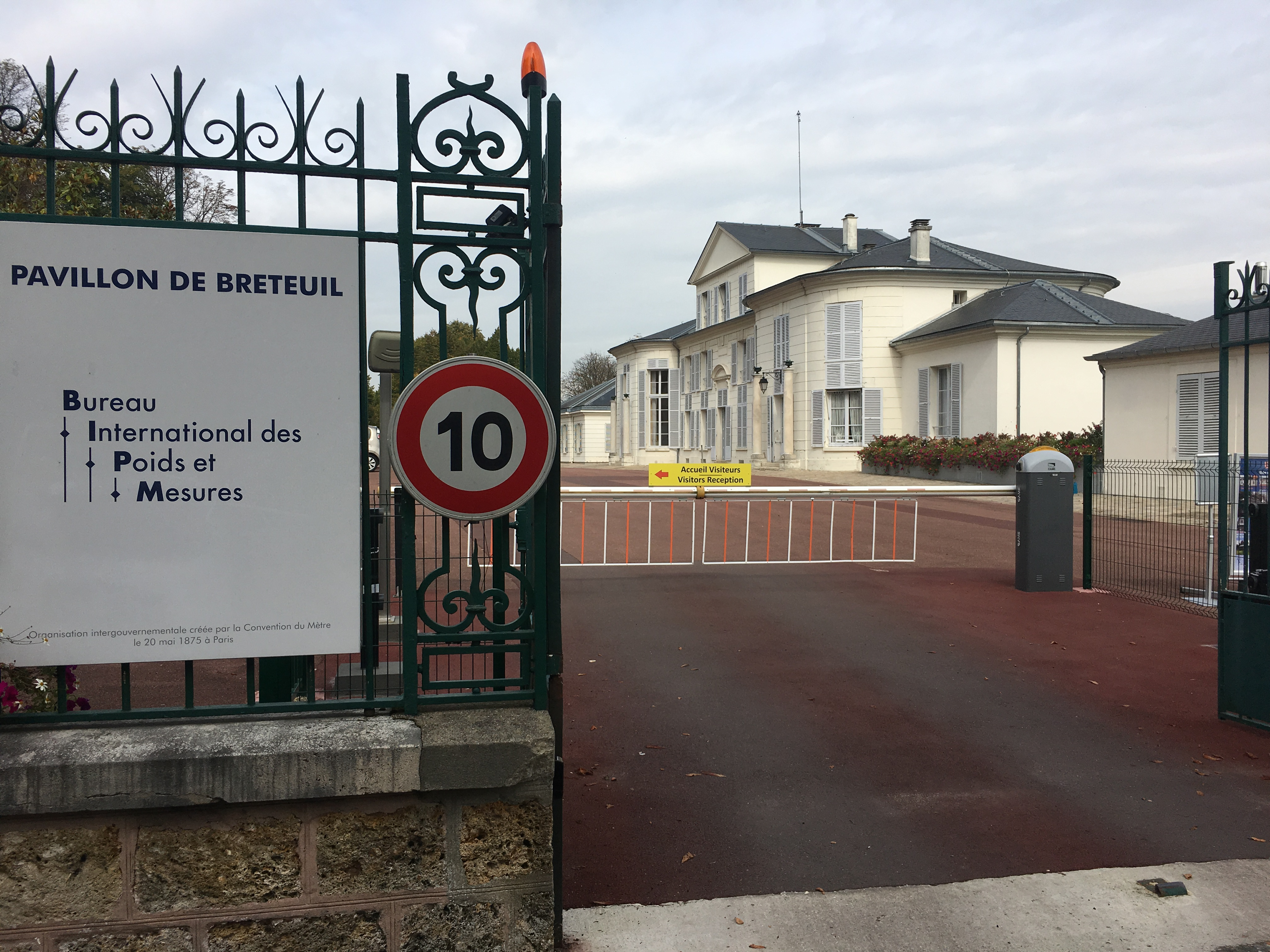

Internationella byrån för mått och vikt (av franska Bureau international des poids et mesures, förkortat BIPM), är en tillsynsorganisation för meterkonventionen inrättad 1876 som arbetar under uppsikt av Allmänna konferensen för mått och vikt (Conférence générale des poids et mesures, CGPM). Dess uppgift är att ställa Internationella måttenhetssystemet (SI) till förfogande över hela världen som ett enhetligt och entydigt måttsystem. Organisationen har sitt säte i Sèvres nära Paris.
BIPM utför kalibrering åt meterkonventionens medlemsländer samt deltar i och organiserar internationella jämförelser mellan nationella måttstandarder. BIPM bedriver också metrologisk forskning, alltså forskning kring mätteknik.
Hos BIPM förvaras arkivkilogrammet, den internationella prototypen för massa, och dess sex systerprototyper.